# Euphorbia systyloides
Euphorbia systyloides är en törelväxtart som beskrevs av Ferdinand Albin Pax. Euphorbia systyloides ingår i släktet törlar, och familjen törelväxter.

## Underarter
Arten delas in i följande underarter:
- E. s. porcaticapsa
- E. s. systyloides